# Luchthaven Qamishli
Luchthaven Qamishli is een luchthaven bij de stad Qamishli in het noordoosten van Syrië, nabij de grens met Turkije.
Syrian Arab Airlines en Cham Wings Airlines en Air Damas maken gebruik van de luchthaven. Er zijn luchtverbindingen met Damascus en Latakia. Voor het begin van de Syrische burgeroorlog ontving de luchthaven ook vluchten uit Duitsland en Zweden.